# Yby Yaú
Yby Yaú (del guaraní Yvy Ja'u) es una ciudad paraguaya situada en la zona oriental del departamento de Concepción. Se ubica a 367 km de Asunción, en el cruce de las Rutas PY03 y PY05.

## Historia
En 1984 fue declarado como Distrito, separándose de Horqueta, por Decreto Ley N.º 1100 del 20 de diciembre. Es el tercer distrito más poblado del Departamento de Concepción.
El mismo ha tenido un rápido crecimiento económico por encontrarse en un punto estratégico en el cruce de la ruta III y V, y es la entrada al bello Cerro Memby, de exuberante belleza natural.

## Geografía

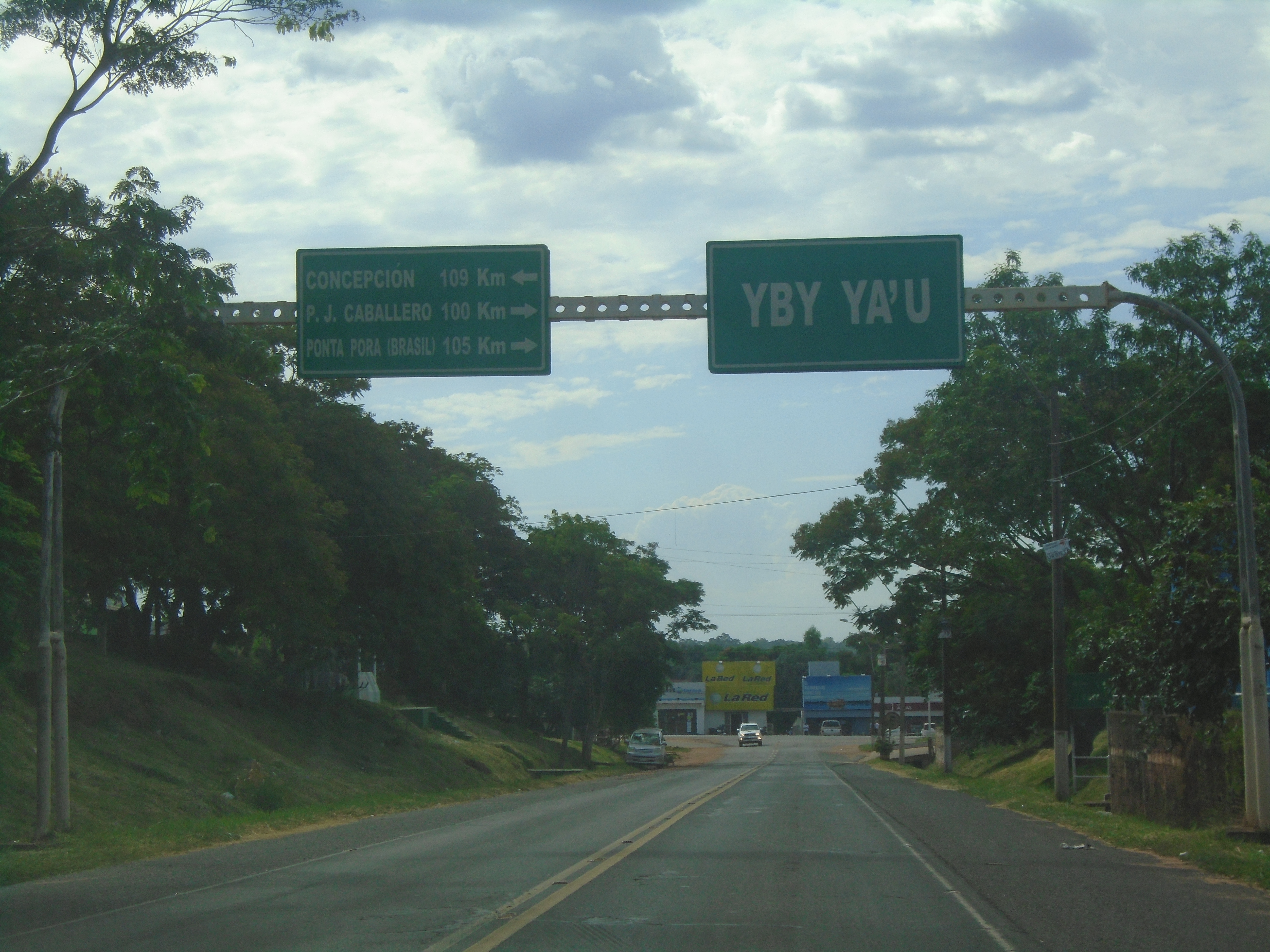
Acceso a Yby Yaú por la Ruta Nacional PY3 "General Elizardo Aquino", próxima a su empalme con la Ruta Nacional PY5 "General Bernardino Caballero".

Yby Yaú se ubica a 104 km de la capital departamental; y a 102 km de Pedro Juan Caballero.  En un punto clave, se localiza en la entrada del Departamento de Concepción, en el cruce de las PY05 y PY08.

## Clima
La temperatura máxima alcanza los 40 °C, en verano, mientras que la mínima en invierno es de hasta -2 °C. La media es de 24 °C.
Las épocas de lluvia copiosa son de noviembre a enero, en cambio los meses más secos son de junio a septiembre. Los vientos son del norte, este y sureste.

## Demografía
Yby Yaú tiene un total de 19 468 habitantes, según datos oficiales del censo paraguayo de 2022.

## Economía
La principal actividad es el comercio, el distrito es paso obligado de camiones de carga y de pasajeros. Los pobladores también se dedican a la agricultura, cultivan algodón, sandía, maíz, locote, tomate y sésamo. Otra actividad bastante importante es la ganadería.

## Turismo
La ciudad es lugar de descanso para turistas, pasajeros y camioneros, ofrece bares y restaurantes con distracciones y presentaciones artísticas. Desde el centro de la ciudad se divisan los cerros Apu'a, Kora , Memby, y Sarambi . Hay varios balnearios, así como actividades en el turismo ecológico y de estancia.